# Senecio gallicus
Senecio gallicus ist eine Pflanzenart aus der Gattung Greiskräuter (Senecio) in der Familie der Korbblütler (Asteraceae).

## Merkmale
Senecio gallicus ist ein einjähriger Schaft-Therophyt, der Wuchshöhen von 10 bis 40 Zentimeter erreicht. Die Blätter sind elliptisch bis länglich, mehr oder weniger dick und breit gezähnt bis fiederspaltig. Die oberen Blätter sind einfach oder zweifach fiederteilig, ihre Abschnitte sind länglich-lineal, dicht stehend, meist gezähnt und abstehend. Es sind 0 bis 3 äußere und 13 bis 21 innere Hüllblätter vorhanden.
Die Blütezeit reicht von März bis Mai.
Die Chromosomenzahl beträgt 2n = 20.

## Vorkommen
Senecio gallicus kommt im westlichen Mittelmeerraum vor. Das Verbreitungsgebiet umfasst Marokko, Portugal, Spanien, Frankreich, Italien und die Balearen.

## Belege
1. 1 2 3 4  Ralf Jahn, Peter Schönfelder: Exkursionsflora für Kreta. Mit Beiträgen von Alfred Mayer und Martin Scheuerer. Eugen Ulmer, Stuttgart (Hohenheim) 1995, ISBN 3-8001-3478-0, S. 318.
2. ↑   Tropicos.
3. ↑  Werner Greuter (2006+): Compositae (pro parte majore). – In: W. Greuter & E. von Raab-Straube (ed.): Compositae. Euro+Med Plantbase - the information resource for Euro-Mediterranean plant diversity. Datenblatt Senecio gallicus In: Euro+Med Plantbase - the information resource for Euro-Mediterranean plant diversity.